# Albert E. Carter
Albert Edward Carter (ur. 5 lipca 1881 w Lemon Cove, zm. 8 sierpnia 1964 w Oakland) – amerykański polityk, członek Partii Republikańskiej.

## Działalność polityczna
W okresie od 4 marca 1925 do 3 stycznia 1945 przez dziesięć kadencji był przedstawicielem 6. okręgu wyborczego w stanie Kalifornia w Izbie Reprezentantów Stanów Zjednoczonych. 